# Teresa Borawska
Teresa Borawska (* 13. August 1944 in Witynie) ist eine polnische Historikerin. Sie lehrt am Historischen Institut der Nikolaus-Kopernikus-Universität Thorn Geschichte des Mittelalters, an dem sie am 28. Oktober 1996 habilitiert wurde. Sie publizierte mehrere Beiträge zum Umfeld von Nicolaus Copernicus, wie etwa die Geschichte dessen Heimatstadt Thorn, und über seine Zeitgenossen im Bistum Ermland, wie Lucas Watzenrode und Tiedemann Giese. Sie ist ebenfalls als Autorin am Polski Słownik Biograficzny (Polnisches Biographisches Wörterbuch) beteiligt.

## Ausgewählte Werke
- Tiedemann Giese (1480–1550) w życiu wewnętrznym Warmii i Prus Królewskich. Wydawnictwo Pojezierze, Allenstein 1984, ISBN 83-7002-167-0.
- mit Karol Górski: Umysłowość średniowiecza. Instytut Wydawniczy PAX, Warschau 1993, ISBN 83-85218-51-3.
- mit Henryk Rietz: Przewodnik po Starym Toruniu. Wydawnictwo Adam Marszałek, Thorn 1994, ISBN 83-86229-16-0.
- Życie umysłowe na Warmii w czasach Mikołaja Kopernika. Uniwersytet Mikołaja Kopernika, Thorn 1996, ISBN 83-231-0738-6 (Habilitationsschrift).